# شهرستان چلوپچ
شهرستان چلوپچ (به بلغاری: Chelopech Municipality) یک شهرستان در بلغارستان است که در استان صوفیه واقع شده‌است.